# داريل جورج
داريل جورج (بالإنجليزية: Darryl George)‏ هو لاعب كرة قاعدة أسترالي، ولد في 14 مارس 1993 في Carlton, Victoria ‏ في أستراليا.

## وصلات خارجية
- داريل جورج على موقع دوري كرة القاعدة الرئيسي (الإنجليزية)
- داريل جورج على موقع دوري أستراليا لكرة القاعدة (الإنجليزية)
- داريل جورج على موقعبيزبول رفرنس.كوم (الدوري الثانوي) (الإنجليزية)
- داريل جورج على موقع مشجعي الرسوم البيانية (الإنجليزية)